# پایپستون (مینه‌سوتا)
پایپستون، مینه‌سوتا (به انگلیسی: Pipestone, Minnesota) یک شهر در ایالات متحده آمریکا است که در شهرستان پایپستون، مینه‌سوتا واقع شده‌است.

## خصوصیات
پایپستون ۱۰٫۸۳ کیلومترمربع مساحت و ۴٬۳۱۷ نفر جمعیت دارد و ۵۲۹ متر بالاتر از سطح دریا واقع شده‌است.